# Britta Dahm
Britta Dahm, verheiratete Britta Schneider-Dahm, (* 21. September 1968 in Duisburg) ist eine deutsche Schwimmerin und Olympiateilnehmerin. Sie startete für die Schwimmgemeinschaft Duisburg.
Die 1,73 m große und 64 kg schwere Athletin gewann 1986 und 1987 jeweils die Deutsche Meisterschaft über 50, 100 und 200 m Brust. 1988 wurde sie über 100 m Brust Vizemeisterin und Dritte über 200 m Brust.
Ihren größten Erfolg feierte sie 1987, als sie bei den Europameisterschaften in Straßburg mit der 4 × 100-m-Lagenstaffel (Team: Svenja Schlicht, Britta Dahm, Susanne Schuster und Christiane Pielke) in 4:10,92 min die Bronzemedaille hinter der DDR (Gold in 4:04,05 min) und Italien (Silber in 4:10,04 min) gewann.
Bei den Olympischen Spielen 1988 in Seoul belegte die Staffel (Svenja Schlicht, Britta Dahm, Gabi Reha und Marion Aizpors) in 4:12,81 min Platz 7. Die Zeit von Straßburg hätte jedoch ebenfalls nicht für eine Medaille gereicht.
Als Einzelstarterin über 100 und 200 m Brust konnte Britta Dahm in Seoul folgende Ergebnisse erzielen:
- 100 m Brust: in 1:12,98 min als 22. der Vorläufe (42 Starterinnen) ausgeschieden.
- 200 m Brust: als 17. der Vorläufe in 2:35,06 min das B-Finale nur knapp verpasst. Sie schwamm insgesamt 17 × deutsche Rekorde. Bei den Weltmeisterschaften 1986 in Madrid erreichte sie über 100 m Brust den 12. Platz, über 200 m Brust den 9. Platz und mit der 4 × 100-m-Lagenstaffel den 5. Platz.

Britta Dahm war mit dem 3-fachen Olympiateilnehmer im Wasserball Ingo Borgmann verheiratet.
Britta Schneider-Dahm leitet nach langen beruflichen Jahren in den USA und Fernost seit 2007 die von ihr gegründete Helen-Doron-Sprachschule in Duisburg-Duissern.